# إليزابيث سكوت (كاتبة)
إليزابيث سكوت (بالإنجليزية: Elizabeth Scott) هي كاتبة ترانيم وكاتِبة أمريكية، ولدت في عقد 1700 في نورتش في المملكة المتحدة، وتوفيت في 1776 في Wethersfield, Connecticut ‏ في الولايات المتحدة.